# Jättefräken

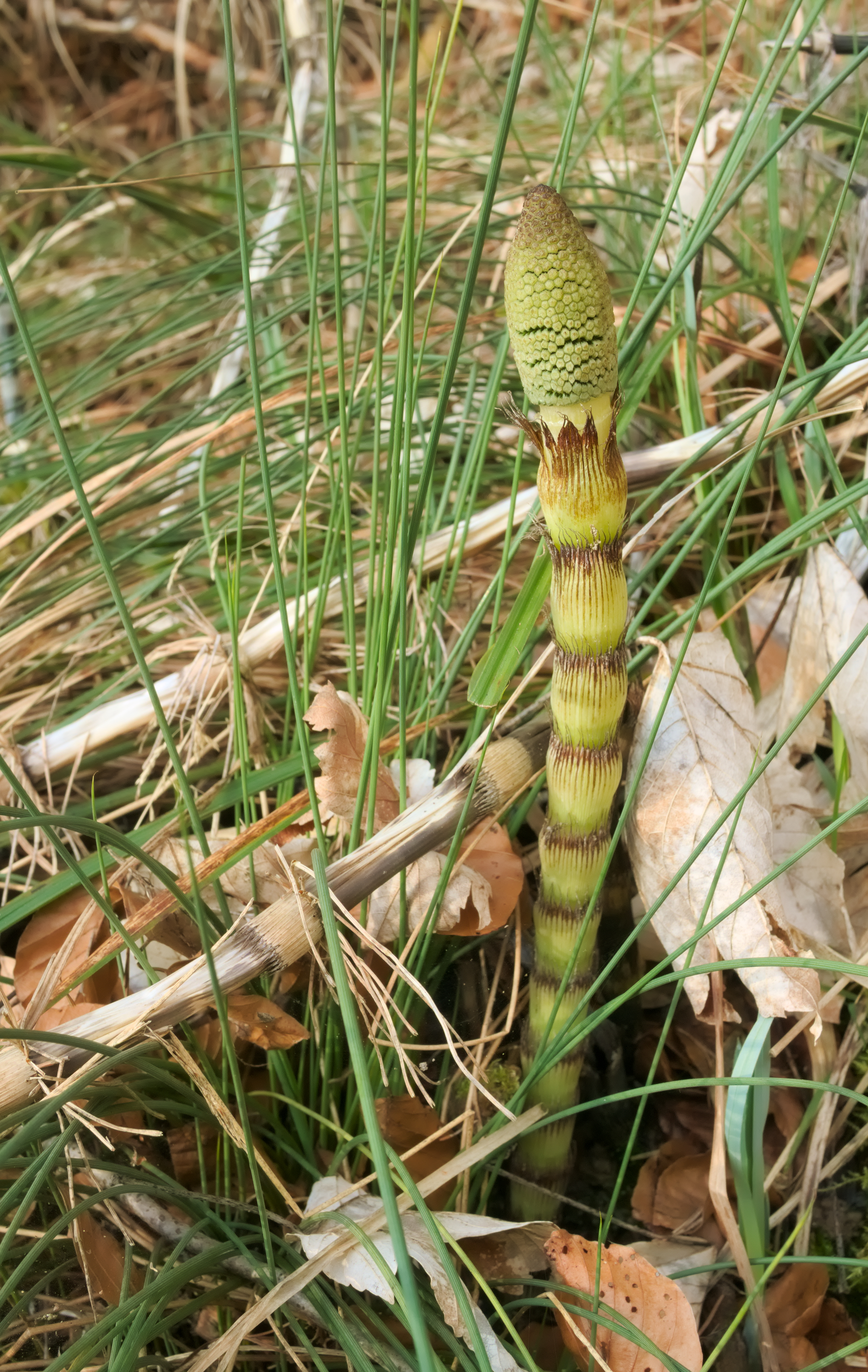
Strobilus av jättefräken

Jättefräken (Equisetum telmateia) är en växtart i familjen fräkenväxter. I Sverige, där växten är fridlyst, förekommer den endast på ett par kustnära lokaler i Skåne, dels ön Ven, dels i ett område mellan Domsten och Viken. På en tredje lokal vid Ålabodarna är den utgången sedan år 1995 trots tidigare mångåriga skötselinsatser. Finns numer i Ålabodarna igen.